# 李谦 (明朝宦官)
李谦（？年—1414年），又名保儿，云南人，永乐时期的都知监太监。

## 生平
洪武年间，侍奉大本堂，任承奉。永乐年间，任都知监太监。永乐十二年（1414年），跟随明成祖朱棣二征漠北。恃勇皇太孙朱瞻基追击九龙口，遭到瓦剌骑兵围攻，自杀而亡。